# ホウヤク
株式会社ホウヤクは、かつて大阪府大阪市中央区本町1-7-6に本社を置いていた、主に医薬品・医療機器の卸売りを扱う企業であった。 現在は、メディセオ・パルタックホールディングスグループの一社「クラヤ三星堂」である。

## 沿革
- 昭和46年 - 奈良県の「山田隆雲堂」が「森田草楽堂」の奈良県の一部の営業圏を譲受し「奈良薬品株式会社」（奈良県大和高田市市場766-7・代表取締役　稲田文治）設立
- 昭和47年4月 - 大阪府の「光薬品」・「美馬薬品」・「イヤク」・「旭薬品」が合併し「ニチヤク株式会社」に社名変更
- 昭和62年 - 奈良県の「奈良薬品」と和歌山県の「市山ファーマシー」が合併し「株式会社カイホウ」設立
- 昭和63年 - 奈良県の「株式会社カイホウ」が「タカハシ」を吸収合併
- 平成元年4月 - 大阪府の「ニチヤク株式会社」と奈良県の「株式会社カイホウ」と合併、「株式会社ホウヤク」に商号変更
- 平成7年10月 - 「クラヤ薬品株式会社」に併合

## 主な取引メーカー
- 武田薬品
- 第一製薬

## 営業所
- 大阪市・泉大津市・和歌山市・奈良市・堺市・泉大津市・泉佐野市・大和高田市・新宮市・田辺市・御坊市・紀北市